# Paul Laubenthal
Paul Laubenthal (* 1902 oder 1903 in Köln; † 8. Juni 1929 in Böblingen) war ein deutscher Flugzeugkonstrukteur und Pilot.

## Leben

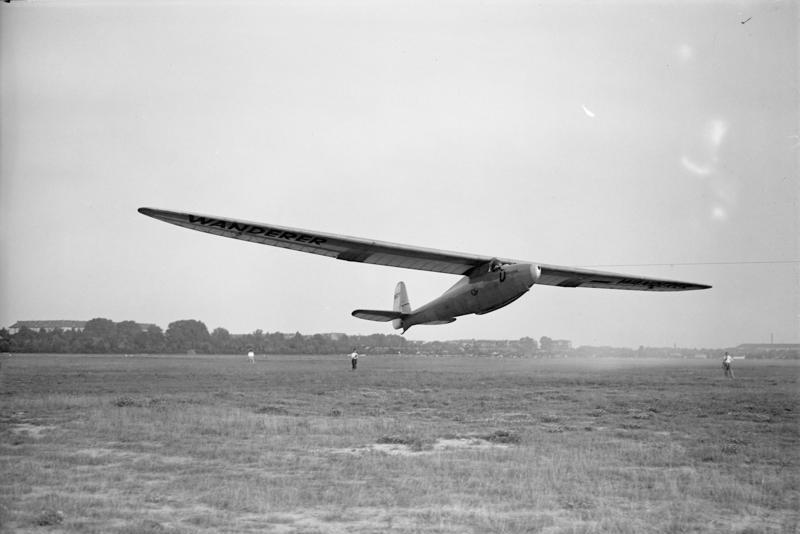
Start des Segelflugzeugs Musterle vom Typ Lore, konstruiert von Paul Laubenthal

Paul Laubenthal wurde als Sohn des Bootsbauunternehmers und Ingenieurs Johann Laubenthal in Köln geboren. Er wurde zum Diplom-Ingenieur ausgebildet.  Sein Bruder war der Maler Fritz Laubenthal.
Laubenthal war ein Segelflugpionier der 1920er Jahre, sowohl als Pilot als auch als Konstrukteur. Seine bekanntesten Modelle waren die einsitzigen Segelflugzeuge Lore und Laubenthal Württemberg, die er für die Akaflieg Darmstadt baute. Für Wolf Hirth entwarf und baute er unter anderem die Musterle, deren Nachbau im Deutschen Segelflugmuseum ausgestellt ist.
Im April 1928 reiste Paul Laubenthal (als Mitglied des Württembergischen Luftfahrt-Verbandes) mit den Fliegerkollegen Paul-Franz Röhre (Leiter Segelflugschule Rossitten) und Peter Hesselbach (Akademische Fliegergruppe Darmstadt) auf Einladung des „American Motorless Aviation Club“ in die USA. Ziel des sechsmonatigen Aufenthalts war die Einführung deutscher Segelflugtechnologie in den Vereinigten Staaten sowie die Hilfe bei der Gründung einer amerikanischen Segelflugschule. Am 29. Juli 1928 konnte Hesselbach dort mit 4 Stunden und 5 Minuten einen neuen Dauersegelrekord aufstellen.
Am 8. Juni 1929 verlor Laubenthal bei einer Flugschau in Böblingen die Kontrolle über sein Flugzeug und stürzte ab. Er starb an Ort und Stelle aufgrund schwerer Schädelfrakturen.